# Sphaerodactylus epiurus
Sphaerodactylus epiurus är en ödleart som beskrevs av  Thomas och HEDGES 1993. Sphaerodactylus epiurus ingår i släktet Sphaerodactylus och familjen geckoödlor. Inga underarter finns listade i Catalogue of Life.